# Archibald T. MacIntyre

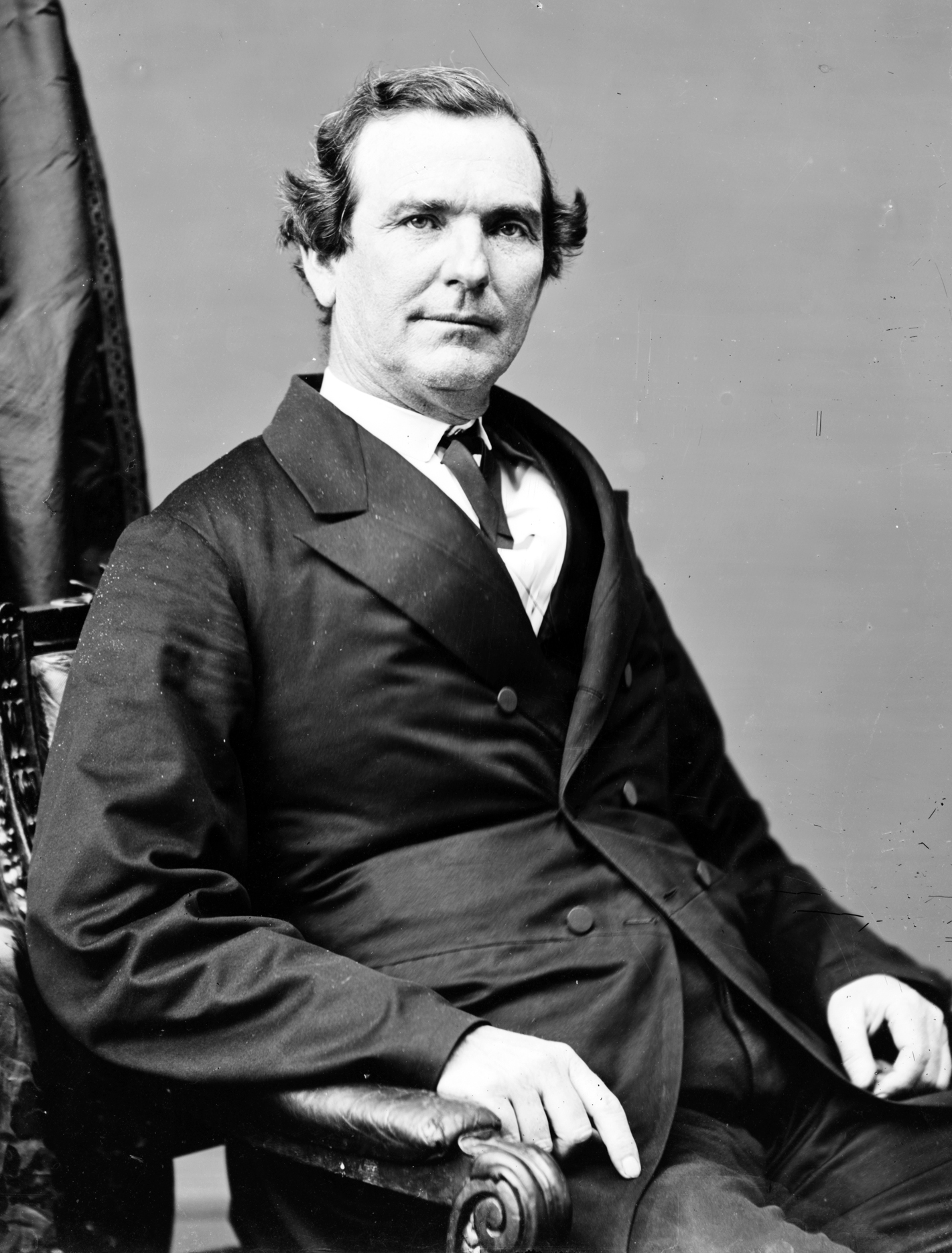
Archibald T. MacIntyre

Archibald Thompson MacIntyre (* 27. Oktober 1822 bei Marion, Twiggs County, Georgia; † 1. Januar 1900 in Thomasville, Georgia) war ein US-amerikanischer Politiker. Zwischen 1871 und 1873 vertrat er den Bundesstaat Georgia im US-Repräsentantenhaus.

## Werdegang
Im Jahr 1826 zog Archibald MacIntyre mit seinen Eltern in das Thomas County. Dort besuchte er die öffentlichen Schulen einschließlich der Thomasville Academy. Nach einem anschließenden Jurastudium in Monticello (Florida) und Macon (Georgia) und seiner im Jahr 1843 erfolgten Zulassung als Rechtsanwalt begann er in Thomasville in seinem neuen Beruf zu arbeiten. Gleichzeitig schlug er als Mitglied der Demokratischen Partei eine politische Laufbahn ein. Im Jahr 1849 wurde er in das Repräsentantenhaus von Georgia gewählt. Während des Bürgerkrieges war er Oberst in einer aus Soldaten aus dem Staat Georgia bestehenden Infanterieeinheit des Konföderiertenheeres. Im Jahr 1865 war MacIntyre Delegierter auf einer Versammlung zur Überarbeitung der Staatsverfassung von Georgia.
Bei den Kongresswahlen des Jahres 1870 wurde er im ersten Wahlbezirk von Georgia in das US-Repräsentantenhaus in Washington, D.C. gewählt, wo er am 4. März 1871 die Nachfolge von William W. Paine antrat. Da er im Jahr 1872 auf eine erneute Kandidatur verzichtete, konnte er bis zum 3. März 1873 nur eine Legislaturperiode im Kongress absolvieren. Nach seinem Ausscheiden aus dem US-Repräsentantenhaus arbeitete MacIntyre wieder als Rechtsanwalt. Außerdem war er Kurator der University of Georgia und des Georgia State Sanitarium. Er starb am 1. Januar 1900 in Thomasville.